# Lista över herrdubbelsegrare i US Open i tennis

## Lista
| År   | Segrare                               | Finalmotståndare                             | Resultat               |
| ---- | ------------------------------------- | -------------------------------------------- | ---------------------- |
| 1881 | Clarence Clark & Frederick Winslow    | Alexander Van Renssalaer & A.E. Newbold      | 6-5 6-4 6-5            |
| 1882 | Richard Sears & James Dwight          | Crawford Nightingale & G. M Smith            | 6-2 6-4 6-4            |
| 1883 | Richard Sears & James Dwight          | Alexander Van Renssalaer & A.E. Newbold      | 6-0 6-2 6-2            |
| 1884 | Richard Sears & James Dwight          | Alexander Van Renssalaer & A.E. Newbold      | 6-4 6-1 8-10 6-4       |
| 1885 | Richard Sears & James Dwight          | Henry Slocum & W.P Knapp                     | 6-3 6-0 6-2            |
| 1886 | Richard Sears & James Dwight          | Howard Taylor & Godfrey Binley               | 7-5 5-7 7-5 6-4        |
| 1887 | Richard Sears & James Dwight          | Howard Taylor & Henry Slocum                 | 6-4 3-6 2-6 6-3 6-3    |
| 1888 | Oliver Campbell & Valentine Hall      | Clarence Hobart & E.P. Macmullen             | 6-4 6-2 6-2            |
| 1889 | Henry Slocum & Howard Taylor          | Valentine Hall & Oliver Campbell             | 6-1 6-3 6-2            |
| 1890 | Valentine Hall & Clarence Hobart      | Charles Carver & John Ryerson                | 6-3 4-6 6-2 2-6 6-3    |
| 1891 | Oliver Campbell & Bob Huntington      | Valentine Hall & Clarence Hobart             | 6-3 6-4 8-6            |
| 1892 | Oliver Campbell & Bob Huntington      | Valentine Hall & Edward T. Hall              | 6-4 6-2 4-6 6-3        |
| 1893 | Clarence Hobart & Fred Hovey          | Oliver Campbell & Bob Huntington             | 6-3 6-4 4-6 6-2        |
| 1894 | Clarence Hobart & Fred Hovey          | Carr Neel & Sam Neel                         | 6-3 8-6 6-1            |
| 1895 | Malcolm Chace & Robert Wrenn          | Clarence Hobart & Fred Hovey                 | 7-5 6-1 8-6            |
| 1896 | Carr Neel & Sam Neel                  | Robert Wrenn & Malcolm Chace                 | 6-3 1-6 6-1 3-6 6-1    |
| 1897 | Leo Ware & George Sheldon             | Harold Mahony & Harold Nisbet                | 11-13 6-2 9-7 1-6 6-1  |
| 1898 | Leo Ware & George Sheldon             | Holcombe Ward & Dwight Davis                 | 1-6 7-5 6-4 4-6 7-5    |
| 1899 | Holcombe Ward & Dwight Davis          | Leo Ware & George Sheldon                    | 6-4 6-4 6-3            |
| 1900 | Holcombe Ward & Dwight Davis          | Fred Alexander & Raymond Little              | 6-4 9-7 12-10          |
| 1901 | Holcombe Ward & Dwight Davis          | Leo Ware & Beals Wright                      | 6-3 9-7 6-1            |
| 1902 | Reggie Doherty & Laurie Doherty       | Holcombe Ward & Dwight Davis                 | 11-9 12-10 6-4         |
| 1903 | Reggie Doherty & Laurie Doherty       | Kreigh Collins & Harry Wainder               | 7-5 6-3 6-3            |
| 1904 | Holcombe Ward & Beals Wright          | Kreigh Collins & Raymond Little              | 1-6 6-2 3-6 6-4 6-1    |
| 1905 | Holcombe Ward & Beals Wright          | Fred Alexander & Harold Hackett              | 6-4 6-4 6-1            |
| 1906 | Holcombe Ward & Beals Wright          | Fred Alexander & Harold Hackett              | 6-3 3-6 6-3 6-3        |
| 1907 | Fred Alexander & Harold Hackett       | Nat Thornton & B. Grant                      | 6-2 6-1 6-1            |
| 1908 | Fred Alexander & Harold Hackett       | Raymond Little & Beals Wright                | 6-1 7-5 6-2            |
| 1909 | Fred Alexander & Harold Hackett       | Maurice McLoughlin & George Janes            | 6-4 6-4 6-0            |
| 1910 | Fred Alexander & Harold Hackett       | Tom Bundy & Trowridge Hendrick               | 6-1 8-6 6-3            |
| 1911 | Raymond Little & Gus Touchard         | Fred Alexander & Harold Hackett              | 7-5 13-15 6-2 6-4      |
| 1912 | Maurice McLoughlin & Tom Bundy        | Raymond Little & Gustave Touchard            | 3-6 6-2 6-1 7-5        |
| 1913 | Maurice McLoughlin & Tom Bundy        | John Strachan & Clarence Griffin             | 6-4 7-5 6-1            |
| 1914 | Maurice McLoughlin & Tom Bundy        | George Church & Dean Mathey                  | 6-4 6-2 6-4            |
| 1915 | Bill Johnston & Clarence Griffin      | Maurice McLoughlin & Tom Bundy               | 2-6 6-3 6-4 3-6 6-3    |
| 1916 | Bill Johnston & Clarence Griffin      | Maurice McLoughlin & Ward Dawson             | 6-4 6-3 5-7 6-3        |
| 1917 | Fred Alexander & Harold Throckmorton  | Harry Johnson & Irving Wright                | 11-9 6-4 6-4           |
| 1918 | Bill Tilden & Vincent Richards        | Fred Alexander & Beals Wright                | 6-3 6-4 3-6 2-6 6-2    |
| 1919 | Norman Brookes & Gerald Patterson     | Bill Tilden & Vincent Richards               | 8-6 6-3 4-6 4-6 6-2    |
| 1920 | Bill Johnston & Clarence Griffin      | Willis Davis & Roland Roberts                | 6-2 6-2 6-3            |
| 1921 | Bill Tilden & Vincent Richards        | R. Norris Williams & Watson Washburn         | 13-11 12-10 6-1        |
| 1922 | Bill Tilden & Vincent Richards        | Gerald Patterson & Pat O'Hara Wood           | 4-6 6-1 6-3 6-4        |
| 1923 | Bill Tilden & Brian Norton            | R. Norris Williams & Watson Washburn         | 3-6 6-2 6-3 5-7 6-2    |
| 1924 | Howard Kinsey & Robert Kinsey         | Gerald Patterson & Pat O'Hara Wood           | 7-5 5-7 7-9 6-3 6-4    |
| 1925 | R. Norris Williams & Vincent Richards | Gerald Patterson & John Hawkes               | 6-2 8-10 6-4 11-9      |
| 1926 | R. Norris Williams & Vincent Richards | Bill Tilden & Akfred Chapin                  | 6-4 6-8 11-9 6-3       |
| 1927 | Bill Tilden & Frank Hunter            | William Johnston & R. Norris Williams        | 10-8 6-3 6-3           |
| 1928 | George Lott & John Hennessey          | Gerald Patterson & John Hawkes               | 6-2 6-1 6-2            |
| 1929 | George Lott & John Doeg               | Berkeley Bell & Lewis White                  | 10-8 1-6 1-4 6-1       |
| 1930 | George Lott & John Doeg               | Wilmer Allison & John Van Ryn                | 8-6 6-3 3-6 13-15 6-4  |
| 1931 | Wilmer Allison & John Van Ryn         | Gregory Mangin & Berkeley Bell               | 6-4 6-3 6-2            |
| 1932 | Ellsworth Vines & Keith Gledhill      | Wilmer Allison & John Van Ryn                | 6-4 6-3 6-2            |
| 1933 | George Lott & Lester Stoefen          | Francis Shields & Frank Parker               | 11-13 9-7 9-7 6-3      |
| 1934 | George Lott & Lester Stoefen          | Wilmer Allison & John Van Ryn                | 6-4 9-7 3-6 6-4        |
| 1935 | Wilmer Allison & John Van Ryn         | Don Budge & Gene Mako                        | 6-2 6-3 2-6 3-6 6-1    |
| 1936 | Don Budge & Gene Mako                 | Wilmer Allison & John Van Ryn                | 6-4 6-2 6-4            |
| 1937 | Gottfried von Cramm & Henner Henkel   | Don Budge & Gene Mako                        | 6-4 7-5 6-4            |
| 1938 | Don Budge & Gene Mako                 | Adrian Quist & John Bromwich                 | 6-3 6-2 6-1            |
| 1939 | Adrian Quist & John Bromwich          | John Crawford & Harry Hopman                 | 8-6 6-1 6-4            |
| 1940 | Jack Kramer & Ted Schroeder           | Gardnar Mulloy & Henry Prussoff              | 6-4 8-6 9-7            |
| 1941 | Jack Kramer & Ted Schroeder           | Wayne Sabin & Gardnar Mulloy                 | 9-7 6-4 6-2            |
| 1942 | Gardnar Mulloy & Bill Talbert         | Ted Schroeder & Sidney Wood                  | 9-7 7-5 6-1            |
| 1943 | Jack Kramer & Frank Parker            | Bill Talbert & David Freeman                 | 6-2 6-4 6-4            |
| 1944 | Don McNeill & Bob Falkenburg          | Bill Talbert & Pancho Segura                 | 7-5 6-4 3-6 6-1        |
| 1945 | Gardnar Mulloy & Bill Talbert         | Bob Falkenburg & Jack Tuero                  | 12-10 8-10 12-10 6-2   |
| 1946 | Gardnar Mulloy & Bill Talbert         | Don McNeill & Frank Guernsey                 | 3-6 6-4 2-6 6-3 20-18  |
| 1947 | Jack Kramer & Ted Schroeder           | Bill Talbert & Bill Sidwell                  | 6-4 7-5 6-3            |
| 1948 | Gardnar Mulloy & Bill Talbert         | Frank Parker & Ted Schroeder                 | 1-6 9-7 6-3 3-6 9-7    |
| 1949 | John Bromwich & Bill Sidwell          | Frank Sedgman & George Washington            | 6-4 6-0 6-1            |
| 1950 | John Bromwich & Frank Sedgman         | Bill Talbert & Gardnar Mulloy                | 7-5 8-6 3-6 6-1        |
| 1951 | Ken McGregor & Frank Sedgman          | Don Candy & Mervyn Rose                      | 10-8 6-4 4-6 7-5       |
| 1952 | Mervyn Rose & Vic Seixas              | Ken McGregor & Frank Sedgman                 | 3-6 10-8- 10-8 6-8 8-6 |
| 1953 | Rex Hartwig & Mervyn Rose             | Bill Talbert & Gardnar Mulloy                | 6-4 4-6 6-2 6-4        |
| 1954 | Vic Seixas & Tony Trabert             | Lew Hoad & Ken Rosewall                      | 3-6 6-4 8-6 6-3        |
| 1955 | Kosei Kamo & Atsushi Miyagi           | Gerald Moss & Bill Quillan                   | 6-3 6-3 3-6 1-6 6-4    |
| 1956 | Lew Hoad & Ken Rosewall               | Hamilton Richardson & Vic Seixas             | 6-2 6-2 3-6 6-4        |
| 1957 | Ashley Cooper & Neale Fraser          | Gardnar Mulloy & Budge Patty                 | 4-6 6-3 9-7 6-3        |
| 1958 | Alex Olmedo & Hamilton Richardson     | Sam Giammalva & Barry MacKay                 | 3-6 6-3 6-4 6-4        |
| 1959 | Neale Fraser & Roy Emerson            | Alex Olmedo & Butch Buchholz                 | 3-6 6-3 5-7 6-4 7-5    |
| 1960 | Neale Fraser & Roy Emerson            | Rod Laver & Bob Mark                         | 9-7 6-2 6-4            |
| 1961 | Chuck McKinley & Dennis Ralston       | Rafael Osuna & Antonio Palafox               | 6-3 6-4 2-6 13-11      |
| 1962 | Rafael Osuna & Antonio Palafox        | Chuck McKinley & Dennis Ralston              | 6-4 10-12 1-6 9-7 6-3  |
| 1963 | Chuck McKinley & Dennis Ralston       | Rafael Osuna & Antonio Palafox               | 9-7 4-6 5-7 6-3 11-9   |
| 1964 | Chuck McKinley & Dennis Ralston       | Graham Stitwell & Mike Sangster              | 6-3 6-2 6-4            |
| 1965 | Roy Emerson & Fred Stolle             | Frank Froheling & Charles Pasarell           | 6-4 10-12 7-5 7-3      |
| 1966 | Roy Emerson & Fred Stolle             | Clark Graebner & Dennis Ralston              | 6-4 6-4 6-4            |
| 1967 | John Newcombe & Tony Roche            | Wiliam Bowrey & Owen Davidson                | 6-8 9-7 6-3 6-3        |
| 1968 | Bob Lutz & Stan Smith                 | Arthur Ashe & Andres Gimeno                  | 11-9 6-1 7-5           |
| 1969 | Ken Rosewall & Fred Stolle            | Charles Pasarell & Dennis Ralston            | 2-6 7-5 13-11 6-3      |
| 1970 | Pierre Barthes & Nikola Pilić         | Roy Emerson & Rod Laver                      | 6-3 7-6 4-6 7-6        |
| 1971 | John Newcombe & Roger Taylor          | Stan Smith & Erik van Dilen                  | 6-7 6-3 7-6 4-6 7-6    |
| 1972 | Cliff Drysdale & Roger Taylor         | Owen Davidson & John Newcombe                | 6-4 7-6 6-3            |
| 1973 | Owen Davidson & John Newcombe         | Rod Laver & Ken Rosewall                     | 7-5 2-6 7-5 7-5        |
| 1974 | Bob Lutz & Stan Smith                 | Patricio Cornejo & Jaime Fillol              | 6-3 6-3                |
| 1975 | Jimmy Connors & Ilie Năstase          | Tom Okker & Marty Riessen                    | 6-4 7-6                |
| 1976 | Tom Okker & Marty Riessen             | Paul Kronk & Cliff Latcher                   | 6-4 6-0                |
| 1977 | Bob Hewitt & Frew McMillan            | Brian Gottfried & Raúl Ramírez               | 6-4 6-0                |
| 1978 | Bob Lutz & Stan Smith                 | Marty Riessen & Sherwood Stewart             | 1-6 7-5 6-3            |
| 1979 | John McEnroe & Peter Fleming          | Bob Lutz & Stan Smith                        | 6-2 6-4                |
| 1980 | Bob Lutz & Stan Smith                 | Peter Fleming & John McEnroe                 | 7-6 3-6 6-1 3-6 6-3    |
| 1981 | Peter Fleming & John McEnroe          | Heinz Gunthardt & Peter McNamara             | Forfeit                |
| 1982 | Kevin Curren & Steve Denton           | Victor Amaya & Hank Pfister                  | 6-2 6-7 5-7 6-2 6-4    |
| 1983 | Peter Fleming & John McEnroe          | Fritz Buehning & Van Wintsky                 | 6-3 6-4 6-2            |
| 1984 | John Fitzgerald & Tomáš Šmíd          | Stefan Edberg & Anders Järryd                | 7-6 6-3 6-3            |
| 1985 | Ken Flach & Robert Seguso             | Henri Leconte & Yannick Noah                 | 6-7 7-6 7-6 6-0        |
| 1986 | Andrés Gómez & Slobodan Živojinović   | Joakim Nyström & Mats Wilander               | 4-6 6-3 6-3 4-6 6-3    |
| 1987 | Stefan Edberg & Anders Järryd         | Ken Flach & Robert Seguso                    | 7-6 6-2 4-6 5-7 7-6    |
| 1988 | Sergio Casal & Emilio Sánchez         | Rick Leach & Jim Pugh                        | Forfeit                |
| 1989 | John McEnroe & Mark Woodforde         | Ken Flach & Robert Seguso                    | 6-4 4-6 6-3 6-3        |
| 1990 | Pieter Aldrich & Danie Visser         | Paul Annacone & David Wheaton                | 6-2 7-6 6-2            |
| 1991 | John Fitzgerald & Anders Järryd       | Scott Davis & David Pate                     | 6-3 3-6 6-3 6-3        |
| 1992 | Jim Grabb & Richey Reneberg           | Rick Leach & Kelly Jones                     | 3-6, 7-6, 6-3, 6-3     |
| 1993 | Ken Flach & Rick Leach                | Karel Nováček & Martin Damm                  | 6-7, 6-4, 6-2          |
| 1994 | Jacco Eltingh & Paul Haarhuis         | Todd Woodbridge & Mark Woodforde             | 6-3, 8-6               |
| 1995 | Todd Woodbridge & Mark Woodforde      | Alex O'Brien & Sandon Stolle                 | 6-3, 6-3               |
| 1996 | Todd Woodbridge & Mark Woodforde      | Jacco Eltingh & Paul Haarhuis                | 4-6, 7-6, 7-6          |
| 1997 | Jevgenij Kafelnikov & Daniel Vacek    | Jonas Björkman & Nicklas Kulti               | 7-6, 6-3               |
| 1998 | Sandon Stolle & Cyril Suk             | Mark Knowles & Daniel Nestor                 | 4-6, 7-6, 6-2          |
| 1999 | Sébastien Lareau & Alex O'Brien       | Mahesh Bhupathi & Leander Paes               | 7-6, 6-4               |
| 2000 | Lleyton Hewitt & Max Mirnyi           | Ellis Ferreira & Rick Leach                  | 6-4, 5-7, 7-6          |
| 2001 | Wayne Black & Kevin Ullyett           | Donald Johnson & Jared Palmer                | 7-6, 6-2, 6-3          |
| 2002 | Max Mirnyi & Mahesh Bhupathi          | Jiří Novák & Radek Štěpánek                  | 6-3, 3-6, 6-4          |
| 2003 | Jonas Björkman & Todd Woodbridge      | Bob Bryan & Mike Bryan                       | 5-7, 6-0 7-5           |
| 2004 | Mark Knowles & Daniel Nestor          | Leander Paes & David Rikl                    | 6-3, 6-3               |
| 2005 | Bob Bryan & Mike Bryan                | Jonas Björkman & Max Mirnyi                  | 6-1, 6-4               |
| 2006 | Martin Damm & Leander Paes            | Jonas Björkman & Max Mirnyi                  | 6-7(5-7), 6-4, 6-3     |
| 2007 | Julian Knowle & Simon Aspelin         | Lukas Dlouhy & Pavel Vizner                  | 7-5, 6-4               |
| 2008 | Bob Bryan & Mike Bryan                | Leander Paes & Lukáš Dlouhý                  | 7-6(5), 7-6(10)        |
| 2009 | Lukáš Dlouhý & Leander Paes           | Mahesh Bhupathi & Mark Knowles               | 3–6, 6–3, 6–2          |
| 2010 | Mike Bryan & Bob Bryan                | Rohan Bopanna & Aisam-ul-Haq Qureshi         | 7–6(7–5) 7–6(7–4)      |
| 2011 | Jurgen Melzer & Philipp Petzschner    | Mariusz Fyrstenberg & Marcin Matkowski       | 6–2, 6–2               |
| 2012 | Bob Bryan & Mike Bryan                | Leander Paes & Radek Štěpánek                | 6–3, 6–4               |
| 2013 | Leander Paes & Radek Štěpánek         | Alexander Peya & Bruno Soares                | 6–1, 6–3               |
| 2014 | Bob Bryan & Mike Bryan                | Marcel Granollers & Marc López               | 6–3, 6–4               |
| 2015 | Pierre-Hugues Herbert & Nicolas Mahut | Jamie Murray & John Peers                    | 6–4, 6–4               |
| 2016 | Jamie Murray & Bruno Soares           | Pablo Carreño Busta & Guillermo García-López | 6–2, 6–3               |
| 2017 | Jean-Julien Rojer & Horia Tecău       | Feliciano López & Marc López                 | 6–4, 6–3               |
| 2018 | Mike Bryan & Jack Sock                | Łukasz Kubot & Marcelo Melo                  | 6–3, 6–1               |
| 2019 | Juan Sebastián Cabal & Robert Farah   | Marcel Granollers & Horacio Zeballos         | 6–4, 7–5               |
| 2020 | Mate Pavić & Bruno Soares             | Wesley Koolhof & Nikola Mektić               | 7–5, 6–3               |
| 2021 | Rajeev Ram & Joe Salisbury            | Jamie Murray & Bruno Soares                  | 3-6, 6-2, 6-2          |
| 2022 | Mate Pavić & Bruno Soares             | Wesley Koolhof & Neal Skupski                | 7–6 (7–4), 7–5         |
| 2023 | Rajeev Ram & Joe Salisbury            | Rohan Bopanna & Matthew Ebden                | 2–6, 6–3, 6–4          |
| 2024 | Max Purcell & Jordan Thompson         | Kevin Krawietz & Tim Pütz                    | 6–4, 7–6 (7–4)         |